# Воинское кладбище № 109 (Беч)
 Памятник культуры Малопольского воеводства: регистрационный номер A-403/M от  26 октября 2009 года.
Воинское кладбище № 109 — Беч (пол. Cmentarz wojenny nr 109 — Biecz) — воинское кладбище, находящееся в городе Беч, Горлицкий повят, Малопольское воеводство. Кладбище входит в группу Западногалицийских воинских захоронений времён Первой мировой войны. На кладбище похоронены военнослужащие Австро-Венгерской, Германской и Российской армий, погибшие во время Первой мировой войны в 1915 году. Охраняемый памятник Малопольского воеводства.

## История
Кладбище было построено Департаментом воинских захоронений К. и К. военной комендатуры в Кракове в 1915 году по проекту австрийского архитектора Ганса Майра. На кладбище находится 40 братских и 51 индивидуальных могил, в которых было похоронены 126 австрийских, 8 германских и 137 русских солдат.
26 октября 2009 года кладбище было внесено в реестр памятников Малопольского воеводства (№ А-403/М).

## Описание
Кладбище располагается в непосредственной близости от городской пожарной части, на левой стороне дороги в направление города Ясло. Кладбище имеет массивные стены и полукруглые входные бастионы. Подобные скульптурные элементы характерны для творчества скульптора Ганса Майра. В настоящее время свободный доступ на кладбище затруднён из-за постоянно закрытых ворот. Некрополь сильно опустошён и находится в плохом состоянии. На кладбище не сохранились оригинальные металлические надмогильные кресты, которые были удалены во время реконструкции или украдены.